# Трудівська сільська рада (Кілійський район)
Трудівська сільська́ ра́да (до 15 травня 1979 р. Трудова сільрада) — колишня адміністративно-територіальна одиниця та орган місцевого самоврядування в Ізмаїльському районі Одеської області. Адміністративний центр — село Трудове.

## Загальні відомості
Трудівська сільська рада утворена в 1945 році.
- Територія ради: 56,06 км²
- Населення ради: 1 576 осіб (станом на 2001 рік)

## Населені пункти
Сільській раді підпорядковані населені пункти:
- с. Трудове
- с. Миколаївка

## Населення
Згідно з переписом 1989 року населення сільської ради становило 1789 осіб, з яких 827 чоловіків та 962 жінки.
За переписом населення 2001 року в сільській раді мешкало 1510 осіб.

### Мова
Розподіл населення за рідною мовою за даними перепису 2001 року:
| Мова       | Відсоток |
| ---------- | -------- |
| українська | 82,36 %  |
| молдовська | 9,14 %   |
| російська  | 6,98 %   |
| болгарська | 0,51 %   |
| гагаузька  | 0,44 %   |
| циганська  | 0,38 %   |
| білоруська | 0,06 %   |
| румунська  | 0,06 %   |

## Склад ради
Рада складається з 16 депутатів та голови.
- Голова ради: Пишненко Тамара Абзалівна

### Керівний склад попередніх скликань
| Прізвище, ім'я, по батькові | Основні відомості                                                 | Дата обрання | Дата звільнення |
| --------------------------- | ----------------------------------------------------------------- | ------------ | --------------- |
| Лупанос Олександр Федорович | Сільський голова, 1962 року народження, безпартійний              | 26.03.2006   | 31.10.2010      |
| Пишненко Тамара Абзалівна   | Сільський голова, 1951 року народження, освіта вища, позапартійна | 31.10.2010   |                 |

Примітка: таблиця складена за даними сайту Верховної Ради України

### Депутати
За результатами місцевих виборів 2010 року депутатами ради стали:

#### За суб'єктами висування
| Суб'єкт висування                                       | Кількість обраних депутатів | %    |
| ------------------------------------------------------- | --------------------------- | ---- |
| Партія регіонів                                         | 12                          | 75   |
| Політична партія Всеукраїнське об'єднання «Батьківщина» | 3                           | 18,8 |
| Самовисування                                           | 1                           | 6,3  |

#### За округами
| № округу                                                | Прізвище, ім'я, по батькові   | Дата визнання обраним | Освіта             | Партійна приналежність                        | Відомості про обраного депутата                        |
| ------------------------------------------------------- | ----------------------------- | --------------------- | ------------------ | --------------------------------------------- | ------------------------------------------------------ |
| Партія регіонів                                         |                               |                       |                    |                                               |                                                        |
| 1                                                       | Аквердієв Андрій Зейналович   | 04.11.2010            | середня            | член Партії регіонів                          | сільськогосподарський виробничий кооператив «Лад-Агро» |
| 3                                                       | Гіржев Едуард Іванович        | 04.11.2010            | вища               | позапартійний                                 | Трудівська загальноосвітня школа, вчитель              |
| 4                                                       | Гараба Віталій Станіславович  | 04.11.2010            | вища               | позапартійний                                 | фермерське господарство «Дракуля», фермер              |
| 5                                                       | Колесніков Іван Федосійович   | 04.11.2010            | середня            | позапартійний                                 | фермерське господарство «Отрада», робітник             |
| 6                                                       | Процюк Надія Григорівна       | 04.11.2010            | середня спеціальна | позапартійна                                  | домогосподарка                                         |
| 7                                                       | Дєнєшкіна Ірина Георгіївна    | 04.11.2010            | вища               | член Партії регіонів                          | Трудівська сільська рада, секретар                     |
| 8                                                       | Кравець Наталя Василівна      | 04.11.2010            | середня спеціальна | член Партії регіонів                          | фельдшерсько-акушерський пункт, фармацевт              |
| 10                                                      | Бессараб Руслан Федорович     | 04.11.2010            | середня            | позапартійний                                 | тимчасово не працює                                    |
| 12                                                      | Мамалига Наталя Сидорівна     | 04.11.2010            | середня спеціальна | позапартійна                                  | пенсіонер                                              |
| 13                                                      | Наумова Євгенія Іванівна      | 04.11.2010            | середня спеціальна | член Комуністичної партії України             | фельдшерсько-акушерський пункт, медсестра              |
| 14                                                      | Лупанос Галина Іванівна       | 04.11.2010            | середня спеціальна | член Партії регіонів                          | дитячий садок, вихователька                            |
| 15                                                      | Пересунько Олександр Юрійович | 04.11.2010            | вища               | позапартійний                                 | дитячий садок                                          |
| Політична партія Всеукраїнське об'єднання «Батьківщина» |                               |                       |                    |                                               |                                                        |
| 2                                                       | Роша Світлана Никифорівна     | 04.11.2010            | вища               | член Всеукраїнського об'єднання «Батьківщина» | Трудівська загальноосвітня школа, вчитель              |
| 9                                                       | Калашніков Сергій Олексійович | 04.11.2010            | середня спеціальна | позапартійний                                 | приватний підприємець                                  |
| 11                                                      | Бондаренко Майя Костянтинівна | 04.11.2010            | вища               | член Всеукраїнського об'єднання «Батьківщина» | Трудівська загальноосвітня школа, вчитель              |
| Самовисування                                           |                               |                       |                    |                                               |                                                        |
| 16                                                      | Коломійченко Ніна Окопівна    | 04.11.2010            | середня            | позапартійна                                  | тимчасово не працює                                    |